# Pic Redcloud
Le pic Redcloud, en anglais Redcloud Peak, est un sommet montagneux américain dans le comté de Hinsdale, au Colorado. Il culmine à 4 278 mètres d'altitude dans les monts San Juan.